# Lockheed Martin Scorpion
Lockheed Martin Scorpion (Small Smart Weapon) – amerykański pocisk z napędem rakietowym firmy Lockheed Martin, z racji swoich niewielkich rozmiarów, przeznaczony do użycia przez bezzałogowe aparaty latające.

## Historia
Główną zaletą pocisku miała być jego modułowa budowa oraz duża elastyczność w doborze nosicieli. Konstrukcja pocisku miała umożliwiać jego wystrzeliwanie między innymi z wyrzutni rurowych typu SUU-25 (stosowanych między innymi do wystrzeliwania flar) jak i prowadnicowych wyrzutni M299 i M310 przeznaczonych dla pocisków AGM-114 Hellfire. Modułowa konstrukcja umożliwiała zastosowanie różnego typu głowic naprowadzających: półaktywnych głowic laserowych, termowizyjnych, aktywnych radiolokacyjnych. W zależności od typu celu, wymienne miały być również głowice bojowe. Standardowo bez względu na rodzaj systemu naprowadzania, pociski były wyposażone w układ GPS. Producent próbował bez powodzenia zainteresować United States Marine Corps swoim pociskiem. Korpus poszukiwał małogabarytowej broni w celu uzbrojenia swoich KC-130J Harvest HAWK.